# Parque nacional de Los Altos de Nsork
El Parque Nacional de Los Altos de Nsork es un área protegida del país africano de Guinea Ecuatorial, declarada parque nacional en el año 1988 por medio de la Ley Nº 8/1988. Se encuentra en el este del país (en la parte continental) en el Distrito de Nsork, que forma parte de la Provincia Wele-Nzas, abarcando una superficie de 800 km². Posee varias formaciones rocosas y ríos, y una fauna variada, además en su territorio existen pequeños poblados con gente en su mayoría de la etnia fang.